# Norrie Paramor
Norman William Paramor (London, 1914. május 15. – London, 1979. szeptember 9.) az egyike volt az EMI legismertebb lemezproducereinek az 1960-as évek végéig. Ezen kívül zeneszerző, rendező és karmester is volt. Nagy érdeme volt abban, hogy az 1950-es években az Egyesült Királyságban is megjelent a rock and roll, mint műfaj.

## Élete
Paramor 1952-ben kezdte meg produceri munkáját az EMI Columbia Recordsnál, mint recording direktor. Ő volt a producere többek között Eddie Calvertnek, Ruby Murraynek, Cliff Richardnak, a The Shadowsnak, Frank Ifieldnek, 26 első helyezett dala van a Guinness Book Legjobb Brit Kislemezei között. Bár Cliff Richard kislemeze, a The Minute You’re Gone producere Billy Sherrill volt, Paramor és George Martin együttesen tartották a rekordot, mert az övék volt a legtöbb No. 1. kislemez, egészen addig, amíg George Martin ki nem adta a Candle in The Windet Elton Johnnal, annak ellenére, hogy Paramor 18 évvel korábban meghalt.
Paramor rögzítette az egyik legnagyobb példányszámban eladott albumot, a Capitol Records Capitol Of The World című szériáját: In London In Love címmel, a gyönyörű hangú szopránnal, Patricia Clarkkal, aki több későbbi albumán is szerepelt. Ez a zenekari hangzás a védjegyévé vált. Több filmzenét is komponált, mint például a Serious Change, a The Young Ones, az Expresso Bongo és a Frightened City zenéjét.
Stílusa némelyek számára ódivatúnak tűnhet, bár a fiatal Cliff Richard vagy a The Shadows nyers rock and rollja meghazudtolja a mítoszát. 1972-ben a BBC Midland Radio Orchestra zenei igazgatója lett és maradt egészen 1978-ig.
Rákban halt meg 1979. szeptember 9-én. Halála néhány héttel azelőtt következett be, hogy pártfogoltja, Cliff Richard, visszatért az angol kislemezlista élére a We Dont’ Talk Anymore című kislemezzel.  Paramor és Richard hivatalosan 1958 és 1972 között dolgozott együtt. Dalai gyakran hallhatóak a Music Choice csatornán.